# 1274

## Събития
- 18 август – Едуард I е коронясан в Уестмистър
- Марко Поло пристига в двора на Кубилай хан

## Родени
- 11 юли – Робърт Брус, шотландски поет
- 11 юли – Робърт I, крал на Шотландия

## Починали
- 19/20 февруари – Еберхард II, княжески епископ на Констанц от 1248 до 1274 г. (р. XIII век)
- 7 март – Тома Аквински, италиански богослов (р. 1225 г.)